# 丹尼洛夫卡区 (莫斯科)
丹尼洛夫卡区（俄語：Даниловский район）是莫斯科南行政区的一区，面积12.60平方公里，人口104,272人。汽车厂站、科技园站、图拉站和利哈乔夫工厂站位于本区内。